# DHL

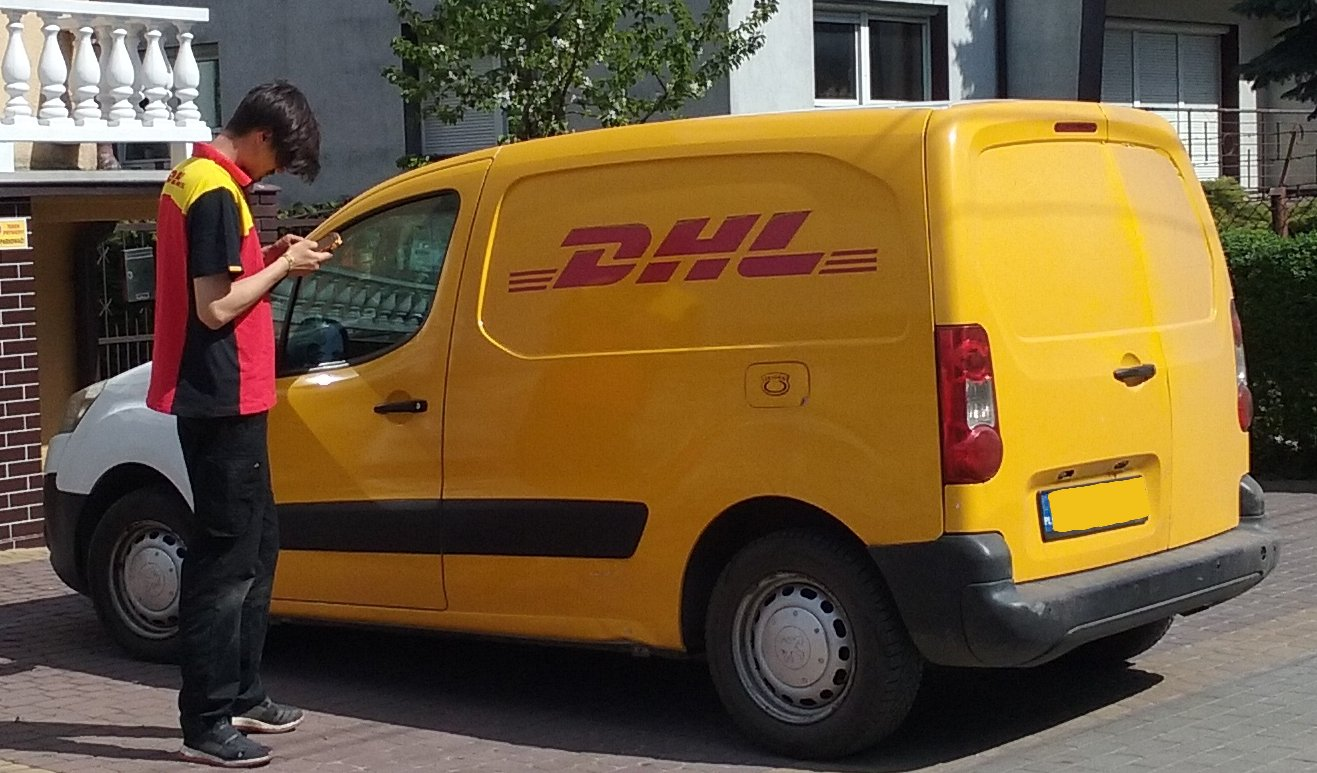
Kurier DHL w Tomaszowie Mazowieckim

DHL Paket GmbH – niemieckie przedsiębiorstwo zajmujące się przewozem przesyłek i logistyką, działające w segmencie międzynarodowych przesyłek kurierskich. Ma ono zasięg ogólnoświatowy. Firma dostarcza ponad 1,6 miliarda przesyłek rocznie.
Przedsiębiorstwo zostało założone w 1969 roku przez Adriana Dalseya, Larrego Hillbloma i Roberta Lynna. Od ich nazwisk pochodzi skrótowiec DHL. Na początku swojej działalności zajmowało się transportem przesyłek z kontynentalnych Stanów Zjednoczonych na Hawaje. W roku 1998 Deutsche Post rozpoczęło proces wykupu akcji przedsiębiorstwa, uzyskując pakiet większościowy w roku 2001 i przejmując je w roku 2002.

## Działalność
DHL jest właścicielem jednej z największych linii lotniczych na świecie, 3 centrów przeładunkowych, Globalnego Centrum Jakości (QCC) oraz 2 centrów danych. Centrum logistyczne przedsiębiorstwa zlokalizowane jest w Bonn. Centra logistyczne dla Stanów Zjednoczonych są położone w Plantation, podczas gdy centrum na obszar Pacyfiku i Azji położone jest w Singapurze.
Przedsiębiorstwo posiada własne linie lotnicze przewożące ładunki cargo – European Air Transport z bazą w Lipsku, które wykorzystują samoloty Boeing 757 Freighter i Airbusy A 300 oraz DHL Air z siedzibą w Wielkiej Brytanii, które operuje z lotniska w East Midlands.
DHL udostępnia usługi przewozowe w krajach o podwyższonym ryzyku. Jako że nie jest to przedsiębiorstwo z siedzibą w Stanach Zjednoczonych, może ono oferować przesyłki również do krajów takich jak Iran, Mjanma czy Korea Północna – objętych embargiem przez rząd USA.

### Działalność w Polsce
W ramach integracji wszystkich firm wchodzących w skład grupy pod jedną nazwą w 2003 r. spółka połączyła się ze spółką Servisco.
W Polsce w 2019 roku funkcjonowało 6 lokalizacji sortowni DHL oraz 42 miejsca, gdzie paczki są odbierane i nadawane (tzw. terminale). Firma zatrudniała wtedy 4 tysiące kurierów i przetwarzała rocznie 60 milionów przesyłek. DHL posiadała 7 tysięcy punktów do odbioru i nadawania paczek.